# Saint-Cybardeaux
Saint-Cybardeaux é uma comuna francesa na região administrativa da Nova Aquitânia, no departamento de Charente. Estende-se por uma área de 21 km². Em 2010 a comuna tinha 835 habitantes (densidade: 39,8 hab./km²).